# スロバキア・コルナ
スロバキア・コルナ（Slovak koruna）は、1993年2月8日から2008年12月31日まで使用されたスロバキアの通貨単位。ISO 4217コードはSKKである。コルナは、1939年から1945年の第二次世界大戦中にもスロバキア共和国で使われていた。補助通貨はハリエル（halier）で、1コルナは100ハリエルに相当する。2009年1月1日にユーロに移行された。

## 概要
スロバキア語では、コルナ（koruna）やハリエル（halier）は属格となり、数字の後についてそれぞれ、korunyまたはkorún、halierovと書かれる。korunyは2,3,4の数字の後に使われ、それ以外の数字の時はkorúnが使われる。

## 第二次世界大戦中のコルナ
コルナは第二次世界大戦中の1939年から1945年まで、スロバキア共和国の通貨だった。一時は等価でチェコスロバキア・コルナに取って代わったが、後にチェコスロバキア・コルナに戻された。
当初は10コルナ=1ライヒスマルクだったが、1940年10月1日にレートが改定され、11.62コルナ=1ライヒスマルクとなった。

### 硬貨
1939年、デノミネーションに伴って10ハリエル、5コルナ、20コルナの硬貨が発行された。さらに1940年には20ハリエル、50ハリエルと1コルナの硬貨も発行された。10ハリエルと20ハリエルは銅貨、50ハリエルと1コルナは白銅貨、5コルナはニッケル貨、20コルナは銀貨であった。1942年、亜鉛の5ハリエル貨が作られ、20ハリエルは材質が銅からアルミニウムに代わった。また翌1943年には50ハリエルもアルミニウムとなった。1944年には10コルナと50コルナの銀貨が発行された。
戦前のチェコスロバキア・コルナと較べて、スロバキア・コルナの10コルナと20コルナの銀貨は銀の割合が70%から50%に減った。また5コルナの大きさも小さくなった。硬貨のデザインはAnton Hám、Andrej Peter、Gejza Angyal、Ladislav Majerský、František Štefunkoが行った。

### 紙幣
1939年、スロバキア共和国は100コルナ、500コルナ、1000コルナの紙幣が発行された。また同年、政府から10コルナと20コルナの紙幣も発行された。1940年にはスロバキア国立銀行が50コルナ、100コルナ、1000コルナの紙幣を発行し、翌1941年には500コルナ、1944年には5000コルナの紙幣も発行した。政府は1945年に5コルナ紙幣を発行した。
スロバキア以外に、ドイツ、ロシア、ハンガリーなどでもデノミが起こっている。

## 20世紀後半のコルナ
1993年、新しく独立したスロバキアはチェコスロバキアコルナと等価で、独自の通貨を発行した。

### 硬貨
1993年、デノミネーションに伴って、10ハリエル、20ハリエル、50ハリエルと1コルナ、2コルナ、5コルナ、10コルナの硬貨が発行された。10ハリエルと20ハリエルの硬貨については2003年12月31日に流通が終わった。
硬貨の表にはスロバキアの紋章が描かれ、裏にはスロバキアの歴史にちなむモチーフが描かれている。
- 10ハリエル - 19世紀初頭のゼムプリン村（英語版）の六角形の木製の鐘楼
- 20ハリエル - ハイタトラス（英語版）山脈のクリヴァン（英語版）
- 50ハリエル - ルネサンス期に建てられた多角形の塔であるデヴィーン城（英語版）
- 1コルナ - 14世紀ゴシック様式の聖母マリアの木像
- 2コルナ - 紀元前4000年の陶製のヴィーナスの座像
- 5コルナ - 紀元前1世紀のケルトの硬貨に描かれた人物ビアテック（英語版）
- 10コルナ - 11世紀の銅の十字架

### 紙幣
1993年、デノミネーションに伴って、20コルナ、50コルナ、100コルナ、500コルナ、1000コルナの紙幣が発行された。1994年には5000コルナ紙幣が発行された。
紙幣の表には、現在のスロバキアの領土に住んでいた様々な時代の人物が描かれている。裏面には彼らの活躍した場所と人生が説明されている。
- 20コルナ - ニトラ公国を治め、最も古いスロバキア地方の支配者として知られるプリビナ
- 50コルナ - スロバキアで最初の宣教者である、聖チリロと聖メトジオ
- 100コルナ - レヴォチャにある聖ヤコブ教会の聖母マリア
- 200コルナ - スロバキア語学の本を初めて書いた言語学者の1人アントン・ベルノラーク（英語版）司祭
- 500コルナ - 現代スロバキア語学の創始者リュドヴィート・シュトゥール
- 1000コルナ - スロバキア人民党の創設者・指導者であったアンドレイ・フリンカ
- 5000コルナ - チェコスロバキアの建国者の1人で、外交官、政治家、兵士、天文学者であったミラン・シュテファーニク

### 為替相場の歴史
下のグラフは1999年から2005年までの、コルナに対するユーロの為替相場である。コルナは2005年11月28日に、1ユーロ=38.4550コルナという相場で欧州為替相場メカニズムに参加した。2007年3月17日、この相場は8.5%切り上げられ、1ユーロ=35.4424コルナに変更された。
2008年5月7日、欧州委員会は条件が整ったと判断して2009年1月1日にコルナからユーロに移行することを提案した。この提案をうけて2008年6月19-20日に開かれた欧州理事会で加盟国首脳はユーロへの切替を承認し、コルナは2008年12月31日をもって廃止された。なおスロバキア国立銀行ではコルナ紙幣のユーロへの交換を無期限に受け付けているが、コルナ硬貨のユーロへの交換は2013年末までとされている。